# Dux Mogontiacensis
El dux Mogontiacensis fue un cargo militar usado en el Imperio romano de Occidente en los siglos IV y V. Designaba a la persona que comandaba las fuerzas limitanei situadas en la provincia de Germania Primera, en la frontera del Rin.

## Descripción y funciones
El cargo se creó en el siglo IV como parte de la reorganización estratégica del ejército emprendida por Constantino I mediante la que se dividió el ejército en dos grandes bloques: una parte estacionada de manera permanente en las fronteras cuyas unidades —los limitanei— eran comandadas por duces y otra de carácter móvil  —los comitatenses—que apoyaban a los primeros en caso de invasión o se enfrentaba a los invasores si estos conseguían rebasar las fronteras y penetrar en el imperio.
El área fronteriza al cargo del dux Mogontiacensis era el tramo del río Rin que iba desde la desembocadura de su afluente el río Ahr hasta la ciudad de Estrasburgo de cuya defensa se encargaba el comes tractus Argentoratensis.
Durante buena parte del siglo IV rechazaron, con éxito, las incursiones de saqueo de francos y alamanes hasta que el Imperio llegó a un acuerdo de alianza con ellos durante el gobierno de Valentiniano I. Fueron arroyados al inicio de la gran invasión protagonizada por alanos, vándalos y suevos el día de fin de año de 406. Parte de las unidades fueron sitiadas y destruidas en Worms y las supervivientes se unieron —junto al resto de tropas estacionadas en la Galia— al usurpador Constantino de Britania cuando este desembarcó en el continente durante los primeros meses del año 407.
Cuando Flavio Constancio consiguió estabilizar el imperio en 418, el ejército de campo había perdido casi la mitad de sus efectivos lo que se intentó solucionar traspasando tropas limitanei de las fronteras al ejército de campo como pseudocomitatenses. De esta manera la defensa del Rin se confió, cada vez más, a los aliados francos y burgundios.

## Estado Mayor
Contaba con un officium o Estado Mayor que coordinaba la estrategia y asumía el control administrativo y burocrático de las tropas. Estaba formado por los siguientes cargos:
- Un principe, máximo responsable del officium y de la ejecución de las órdenes del comes.
- Un numerarium que administraban las finanzas y se encargaban de los suministros y la paga a los soldados.
- Un commentariense, encargados de los registros y de la justicia criminal.
- Varios adiutores encargado de las cuestiones jurídicas civiles y que eran asistido por ayudantes (subadiuvae).
- Un Regerendari encargado del transporte y comunicaciones entre las unidades militares.
- Varios Exceptores que se aseguraban de que las órdenes del Estado Mayor eran entendidas y cumplidas por las unidades.
- Varios Singulares et reliquii officiales quienes eran el resto del personal que trabajaba en el Estado Mayor.

## Tropas a su mando

Distribución del ejército romano en la Galia a final del siglo IV / inicios del V.

En el momento de redactarse la Notitia dignitatum el grupo de tropas a su cargo se componía de 11 unidades de infantería:
- Milites Pacenses estacionada en Saletio (Seltz).
- Milites Menapii estacionados en Tabernae (Rheinzabern).
- Milites Anderetiani estacionados en Vicus Iulius (Germersheim).
- Milites Vindices estacionados en Nemetae (Spira).
- Milites Martenses estacionados en Alta Ripa (Altrip).
- Milites secundae Flaviae estacionados en Vangiones (Worms).
- Milites armigeri estacionados en Mogontiacum (Maguncia).
- Milites Bingenses estacionados en Bingium (Bingen).
- Milites balistarii estacionados en Bodobrica (Boppard).
- Milites defensores estacionados en Confluentes (Coblenza).
- Milites Acincenses estacionados en Antonacum (Andernach).

Además, se estima que también existían unidades estacionadas en la orilla opuesta del Rin: una que ocupaba la fortificación del puente que conectaba con Mogontiacum y otra en la actual Wiesbaden.
Los manuscritos medievales de la Notitia recogen la decoración que llevaban los escudos de alguna de las unidades:

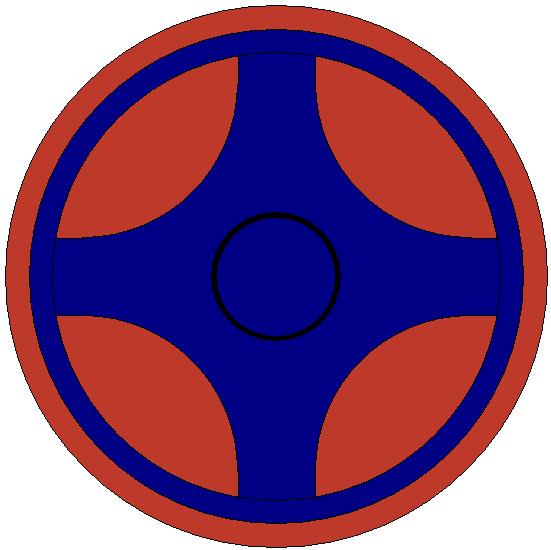
Escudo de los Milites Pacenses.
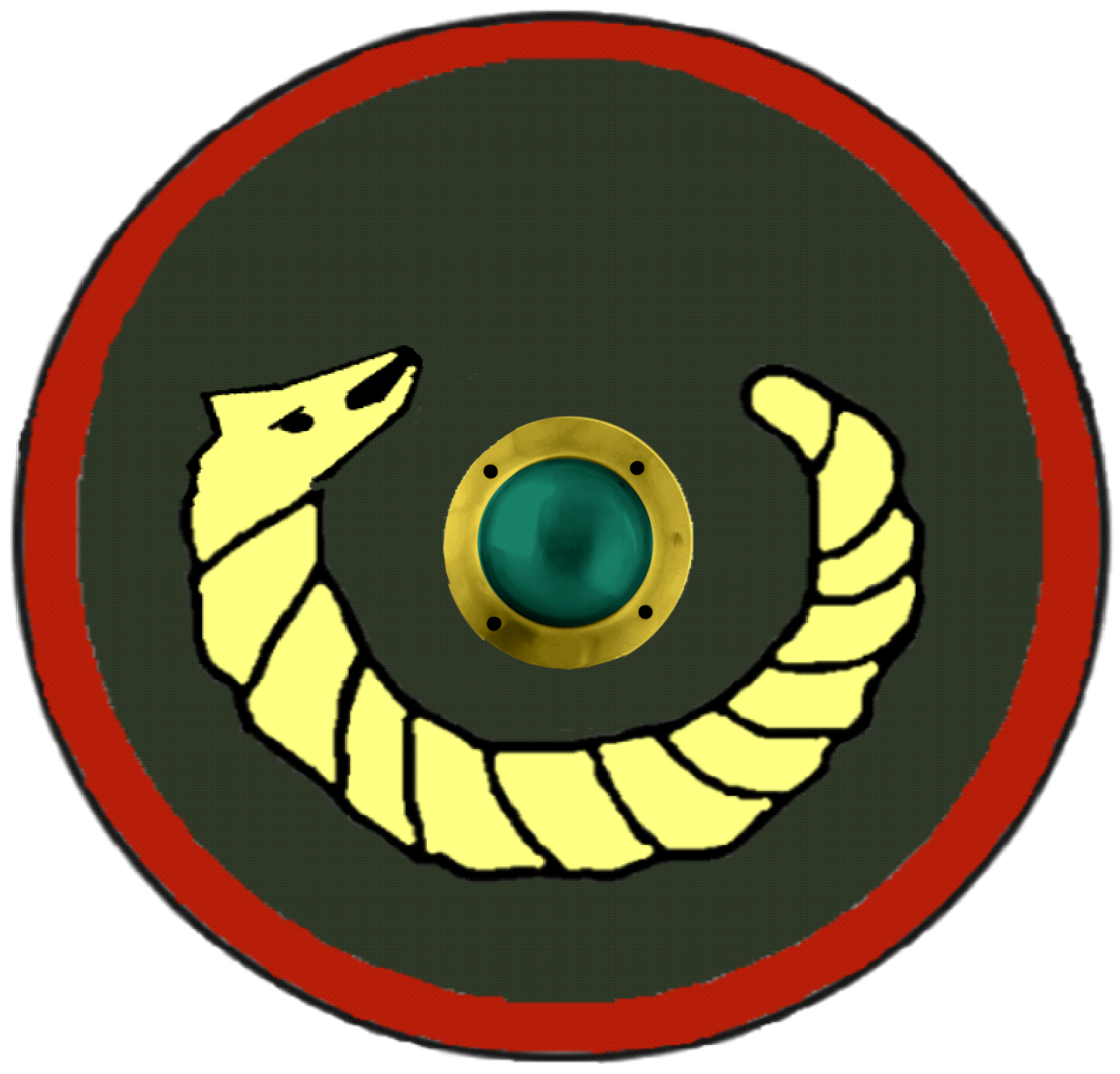
Escudo de los Milites Menapii.
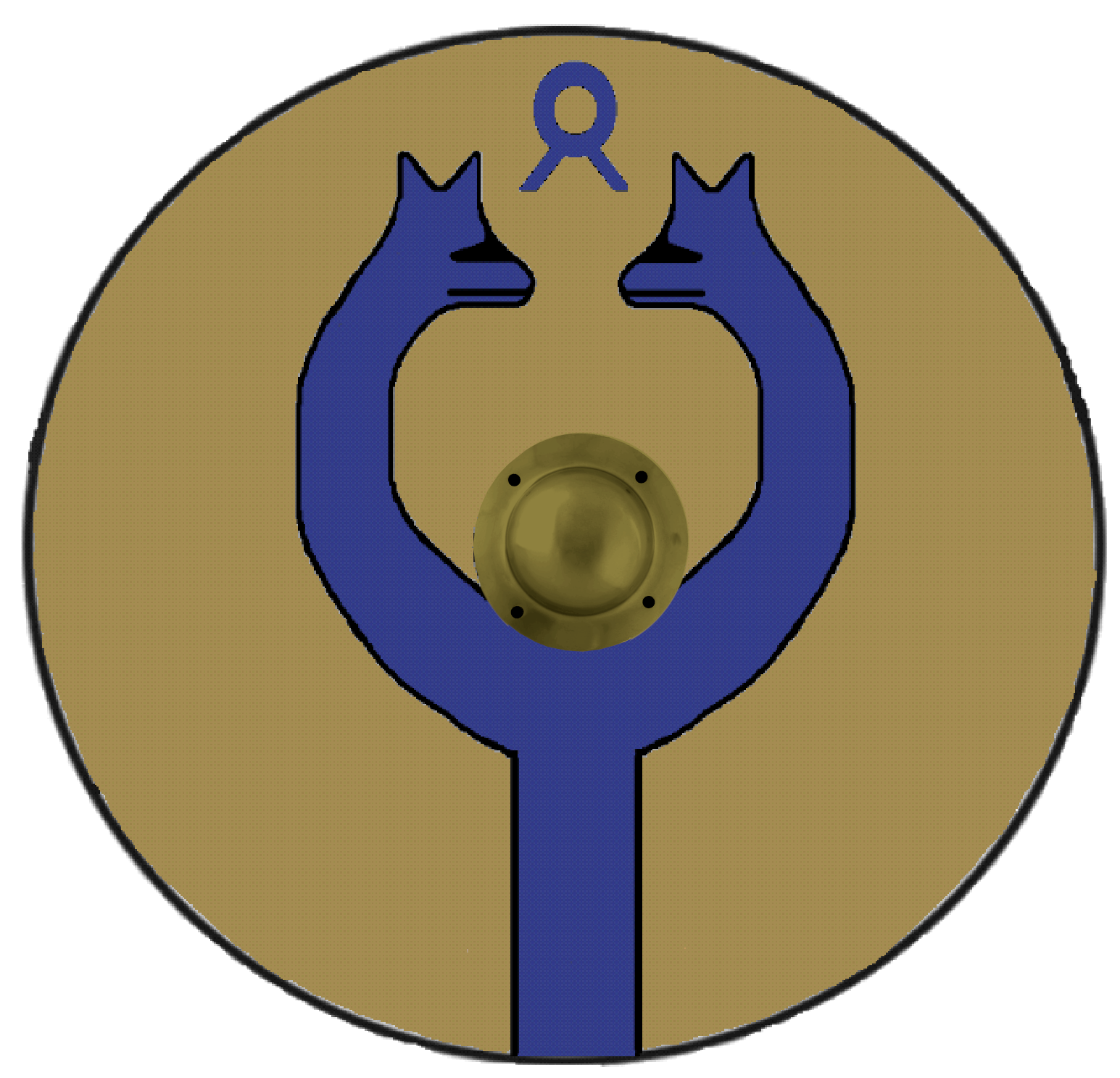
Escudo de los Milites Vindices.
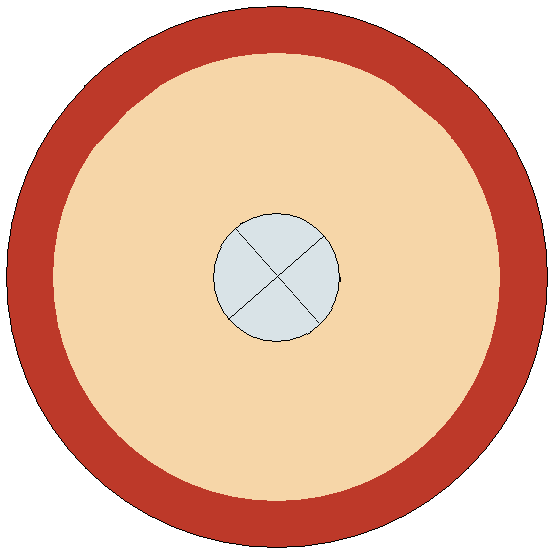
Escudo de los Milites Martenses.
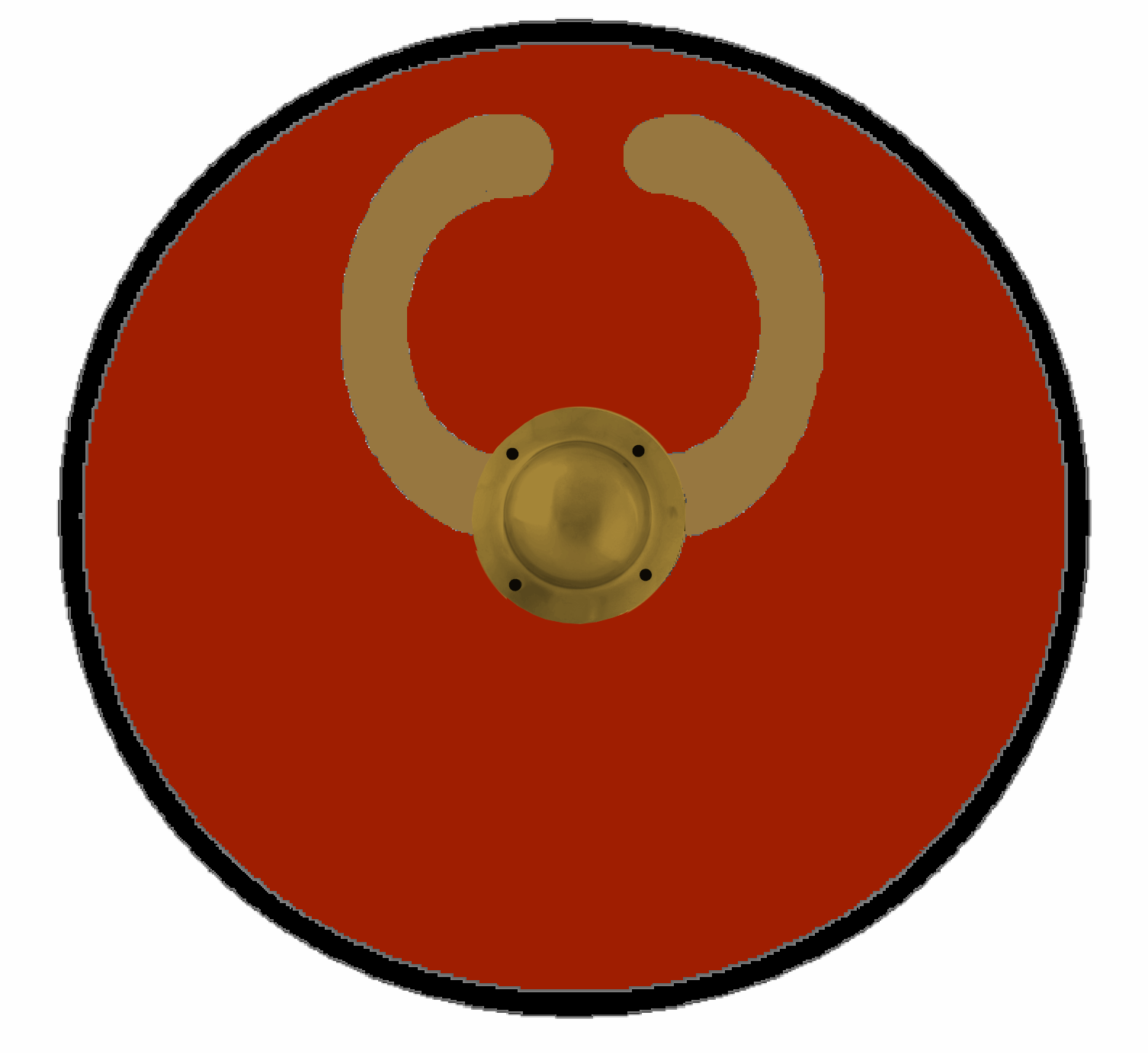
Escudo de los Milites secundae Flaviae.
Escudo de los Milites armigeri.

## Titulares conocidos
- (369) Arator, conocido por construir una fortificación en la orilla opuesta del Rin y que murió en combate contra los alamanes.
- (369) Hermogenes, sucedió al anterior y también murió en combate contra los alamanes.
- (372) Hortario, un militar alamán al que se puso al cargo de tropas romanas.
- (372) Florentius conocido por haber informado a Valentiniano I sobre la traición de Hortario.